# Ricardo de los Ríos

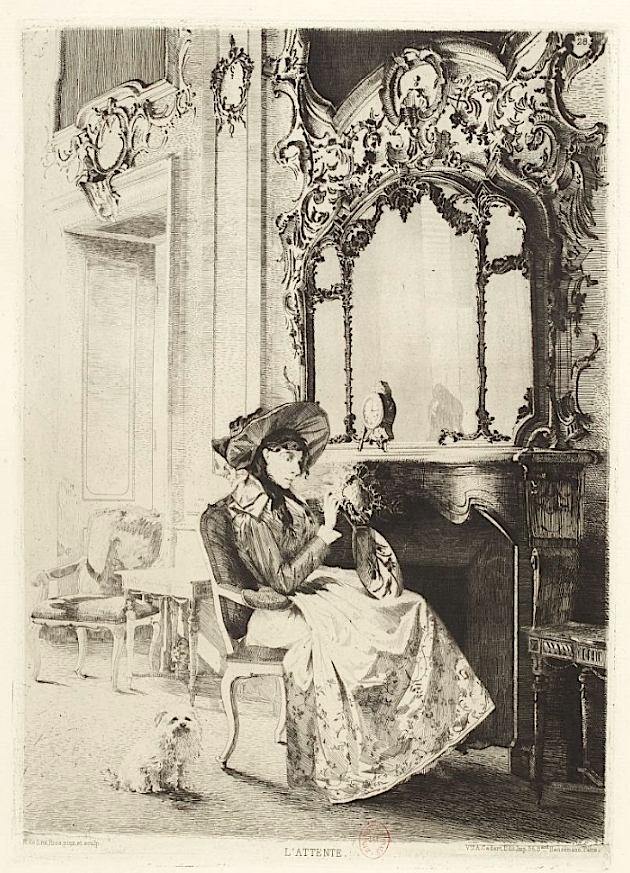
L'Attente (1877), aguafuerte, Biblioteca Nacional de Francia, París

Ricardo de los Ríos (Valladolid, 1846-Madrid, 1929) fue un pintor, ilustrador y grabador español. 

## Biografía
Estudió en la Escuela de Bellas Artes de París, donde fue discípulo de Isidore Pils. Sucedió a José María Galván como catedrático de Grabado de la Academia de Bellas Artes de San Fernando en Madrid.
Dedicado sobre todo al aguafuerte, fue un notable grabador de reproducción, así como autor de estampas originales, preferentemente paisajes, retratos y escenas de género. Algunas de sus obras originales fueron publicadas en L'Eau-forte por la viuda de Cadart (1877).
Entre sus obras originales se encuentran los retratos de Garibaldi y Carlos de Haes; entre sus reproducciones, Asunto galante sobre un original de Jean-François de Troy; Retrato de señora y Oración, de Charles Sprague Pearce; Venecia, de Pafsini; Niña al piano, de Jacob Maris; Asilo, de Guy; Árabes, de Mariano Fortuny; Sesión de lectura, de Heim; Retrato de Victor Hugo, de Jules Bastien-Lepage; Goya, de López; Pasteur, de Léon-Augustin Lhermitte; La hilandera y La espigadora, de Jean-François Millet; Niña limpiándose las botas de Huot. También ilustró La dama de las camelias de Dumas sobre originales de Albert Besnard. Para la Escuela de Farmacia de París realizó los plafones La enfermedad y La curación.
En 1894 fue nombrado caballero de la Legión de Honor.